# Пам'ятки архітектури Любомльського району
Станом на 1 січня 2009 року у Любомльському районі Волинської області нараховується 18 пам'яток архітектури, з яких 11 — національного значення.
| № п/п                  | Найменування пам'ятки (матеріал)           | Адреса                            | Дата спорудження (автор) | Охор. № та № у комплексі | Дата і № рішення                                     |
| Національного значення | Національного значення                     | Національного значення            | Національного значення   | Національного значення   | Національного значення                               |
| ---------------------- | ------------------------------------------ | --------------------------------- | ------------------------ | ------------------------ | ---------------------------------------------------- |
| 1                      | Георгіївська церква (мур.)                 | м. Любомль, вул. Незалежності, 12 | 1264 р.                  | 132                      | Постанова Ради Міністрів УРСР від 24.08.63 № 970     |
| 2                      | Троїцький костел (мур.)                    | м. Любомль, вул. Самохіна, 2      | 1412 р.                  | 133/1                    | -//-                                                 |
| 3                      | Дзвіниця (мур.)                            | м. Любомль, вул. Самохіна, 2      | 1640 р.                  | 133/2                    | -//-                                                 |
| 4                      | Палац Браницьких (мур.)                    | м. Любомль, вул.1-го Травня, 1    | 18 ст.                   | 1040                     | Постанова Ради Міністрів УРСР від 06.09.79 № 442     |
| 5                      | Дмитрівська церква (дер.)                  | с. Згорани                        | 1674 р.                  | 136/1                    | Постанова Ради Міністрів УРСР від 24.08.63 № 970     |
| 6                      | Дзвіниця Дмитрівської церква (дер.)        | с. Згорани                        | 1674 р.                  | 136/2                    | -//-                                                 |
| 7                      | Успенська церква (мур.)                    | с. Радехів                        | 1701 р.                  | 138                      | -//-                                                 |
| 8                      | Церква Іоанна Богослова (мур.)             | с. Штунь                          | 1777 р.                  | 139/1                    | -//-                                                 |
| 9                      | Дзвіниця церкви Іоанна Богослова (м)       | с. Штунь                          | 1777 р.                  | 139/2                    | -//-                                                 |
| 10                     | Троїцька церква (мур.)                     | смт. Головно                      | 1841 р.                  | 1041/1                   | Постанова Ради Міністрів УРСР від 06.09.79№ 442      |
| 11                     | Надбрамна дзвіниця Троїцької церкви (мур.) | смт. Головно                      | 1841 р.                  | 1041/2                   | -//-                                                 |
| Місцевого значення     |                                            |                                   |                          |                          |                                                      |
| 12                     | Забудова центральної площі                 | м. Любомль                        | поч. 20 ст.              |                          | Рішення виконкому обласної ради від 03.04.92 р. № 76 |
| 13                     | Церква Різдва Богородиці (дер.)            | м. Любомль                        | 1884 р.                  |                          | -//-                                                 |
| 14                     | Козьмодем'янська церква (дер.)             | с. Вишнів                         | 1860 р.                  | 207-м                    | -//-                                                 |
| 15                     | Лукинська церква (дер.)                    | с. Городно                        | 1745 р.                  | 208-м                    | -//-                                                 |
| 16                     | Хрестовоздвиженська церква (дер.)          | с. Нудиже                         | 1868 р.                  | 211-м                    | Рішення виконкому обласної ради від 03.04.92 р. № 76 |
| 17                     | Святодухівська церква (дер.)               | с. Олесь                          | 1889 р.                  | 212-м                    | -//-                                                 |
| 18                     | Церква Різдва Богородиці (дер.)            | с. Хворостів                      | 1884 р.                  | 216-м                    | -//-                                                 |
|                        |                                            |                                   |                          |                          |                                                      |

## Джерело
- [Архівовано 9 листопада 2016 у Wayback Machine.] Пам'ятки Волинської області